# 米海尔一世
米海尔一世·兰加别（希臘語：Μιχαῆλ A' Ῥαγγαβέ，Mikhaēl I Rhangabe，约770年—844年1月11日），拜占庭帝国皇帝（811年—813年在位）。

## 生平
米海尔·兰加别是皇帝尼基弗鲁斯一世的女婿。811年，米海尔·兰加别通过政变成为皇帝，取代在保加利亚受到重伤的尼基弗鲁斯一世的儿子斯陶拉基奥斯。统治期间，支持圣像礼敬。米海尔通过承认查理大帝的皇帝头衔，换取被占领的亚得里亚海沿岸城市。他还终止尼基弗鲁斯一世简朴的财政政策，大肆封赏属下。由于在对外战争中的失利，他被安纳托利亚军区司令亚美尼亚人利奥（Leo the Armenian）推翻，被关入修道院直至去世。